# J'me tire
Singles de Gims
Meurtre par strangulation
(2013) Bella
(2013)
J'me tire est une chanson du chanteur et rappeur congolais Gims. Elle est publiée le 15 mars 2013 en tant que deuxième single extrait de son premier album studio Subliminal.
En mars 2024, le titre cumule plus de 309 millions de vues sur YouTube.

## Clip vidéo
Son clip, comprenant des images de déserts et de montagnes enneigées, a été en partie tourné en studio à Paris avec l'aide du réalisateur habituel des clips de Sexion d'assaut. Les plans de montagnes enneigées ont été tournés au plateau de Cenise en Haute-Savoie.

## Accueil

### Accueil commercial
Fin 2013, plus de 150 000 singles ont été vendus en France, ventes physiques et numériques incluses.

## Classements et certifications

### Classement hebdomadaire
| Classement (2013-2014)                  | Meilleure position |
| --------------------------------------- | ------------------ |
| Belgique (Wallonie Ultratop 50 Singles) | 1                  |
| Belgique (Wallonie Ultratop 50 Airplay) | 4                  |
| Belgique (Flandre Ultratop 50 Singles)  | 4                  |
| Belgique (Flandre Ultratop 50 Airplay)  | 6                  |
| Belgique (Flandre Ultratop R&B/Hip-Hop) | 3                  |
| France (SNEP)                           | 1                  |
| France (SNEP Radio)                     | 3                  |
| France (SNEP Téléchargement)            | 1                  |
| Pays-Bas (Nederlandse Top 40)           | 7                  |
| Pays-Bas (Single Top 100)               | 5                  |
| Suisse (Schweizer Hitparade)            | 17                 |
| Suisse (Charts Romandie)                | 5                  |

| Classement (2015)                          | Meilleure position |
| ------------------------------------------ | ------------------ |
| Belgique (Flandre Back Catalogue Singles)  | 17                 |
| Belgique (Wallonie Back Catalogue Singles) | 1                  |
| France (SNEP)                              | 182                |

### Certification
| Pays     | Disque de certification | Seuil  |
| -------- | ----------------------- | ------ |
| Belgique | Platine                 | 30 000 |
| France   | Platine                 |        |